# Кастен-бай-Бёхаймкирхен
Кастен-бай-Бёхаймкирхен (нем. Kasten bei Böheimkirchen) — коммуна в Австрии. Расположена в федеральной земле Нижняя Австрия, входит в состав округа Санкт-Пёльтен.  Население коммуны, на 01.01.2023 года, составляет 1436 человек, плотность населения ─ 70 чел./км². Коммуна занимает площадь 20,51 км². Официальный код  —  31917. 

## Политическая ситуация
Бургомистр коммуны — Рудольф Киккингер (АНП) по результатам выборов 2005 года.
Совет представителей коммуны (нем. Gemeinderat) состоит из 19 мест.
- АНП занимает 12 мест.
- СДПА занимает 4 места.
- Партия BPK занимает 3 места.